# Onthophagus pasotagal
Onthophagus pasotagal é uma espécie de inseto do género Onthophagus, família Scarabaeidae, ordem Coleoptera.
Foi descrita cientificamente por Ochi, Kon & Barclay em 2016.